# Ivan Joanals i Ametller
Ivan Joanals i Ametller (Calonge, Baix Empordà, 6 de març de 1984) és compositor i intèrpret català de piano, tenora i gralla.

## Biografia
A vuit anys començà piano a l'Escola de Música de Calonge i l'acabà al Conservatori de Girona. Posteriorment es llicencià en composició a l'Escola Superior de Música de Catalunya (ESMUC) i en grau mitjà de tenora al Conservatori Municipal de Barcelona amb Josep Gispert i Jordi Figaró de professors. Ha tocat en el grup de grallers Gralluts de Palamós, en el grup de gralles de l'ESMUC (2008), en el conjunt Pareras Parelladas i havia estat instrumentista de tenora a la Cobla Contemporània (2007-2010). També cantà, tocà la tenora i els teclats, breument, en el grup Scirus, que homenatjà l'històric conjunt osonenc Els Esquirols (2010-2012).
Com a compositor ha estat autor de peces per a gralla i per a cobla, i va ser guanyador del X Concurs de joves compositors de Blanes (2007) i de la categoria de format lliure del Concurs de composició de música per a cobla i sardanes de Mollet del Vallès (2005 i novament el 2007). Algunes de les seves sardanes van ser enregistrades per la Cobla Contemporània.
Segons el musicòleg Josep Pujol i Coll s'inscriu al moviment de músics contemporanis convençuts que la música tradicional ha d'evolucionar i incorporar elements actuals, per continuar passionant el públic, tot en prendre el risc d'ésser considerat per certs conservadors com transgressor que «destrueix la sardana». Aficionat de la cobla i de la sardana, Joanals resumeix la situació de la música tradicional de Catalunya així: «De totes maneres, el problema que tenim amb la sardana, amb la cobla, amb la cultura en general, crec que arrenca del mateix lloc que arrenquen molts dels problemes que tenim els catalans. Tenim una manca d'autoestima i d'amor propi que faria entristir qualsevol».

## Obres[4]
- Ball del mercat medieval (2009), per a gralla, enregistrada
- Confluències (2005), obra lliure per a cobla, guanyadora del 12è concurs Ciutat de Mollet
- Deriva errant (2005), obra en tres moviments per a gralla i timbal, enregistrat pel grup del mateix nom el 2011[5][6]
- Galop Films (2007), per a cobla, basat en la música de John Williams per a la pel·lícula Superman, enregistrat en DC
- Intensitats (2011), per a gralla i timbal, encàrrec de l'Aula de Música Tradicional i Popular de la Generalitat de Catalunya[7]
- Grallívola (2004), per a gralla i timbal, guanyadora del I Concurs de Música per a Gralla i Timbal Aula (Vila-seca)
- Marxa del silenci (2012), per a la processó del Sant Enterrament de Tarragona[8]
- La Tempesta, per a 4 gralles i 2 timbals
- Toc de castells (2002), arranjament del tema popular per a octet de gralles i metalls

### Sardanes
- L'arbreda de Can Feliciano (2007), dedicada als veïns de Malgrat de Mar per la seva defensa d'un espai natural singular. Guanyadora del Concurs de Joves Compositors de Blanes.[9][2] i enregistrada en DC
- La bicicleta juràssica de Mòrdor (2008), basada en bandes sonores de John Williams (ET, l'extraterrestre i Parc Juràssic) i de Howard Shore (El senyor dels anells), i enregistrada en DC
- Mercè, mirall nostre (2009)
- Ne diuen Júlia (2007)
- País Petit (2010), inspirada de la cançó epònima de i autoritzada per Lluís Llach i Grande.[10]
- Seny i rauxa (2007), accèssit del 14è concurs Ciutat de Mollet
- Sobreviure és un escàndol (2010), basada en cançons del Duo Dinámico i enregistrada en DC
- Trenc d'alba (2007), enregistrada en DC
- Vull ballar tota la nit (2009), basada en les cançons l'Empordà, Bon dia, La, la, la, El tren de mitjanit, Yo quiero bailar toda la noche, enregistrada en DC

### Enregistraments
- Contemporanis 6.  Barcelona: Picap, 2007.
- Sardaxou 2: films.  Barcelona: Picap, 2007.
- Sardaxou 3: més films.  Barcelona: Picap, 2008.
- Contemporanis 7.  Barcelona: Picap, 2009.
- Músiques del curs 2008-2009.  Tarragona: Aula d'Instruments Tradicionals de l'Escola de Música de Tarragona, 2009 [Consulta: 31 octubre 2013]. Arxivat 2013-11-02 a Wayback Machine.
- Sardaxou 4.  Barcelona: Picap, 2009.
- Sardaxou 5.  Barcelona: Picap, 2010.